# 정점숙
정점숙(?~)은 대한민국의 암학자이다. 메릴랜드 대학교 환경 과학 센터 해양 및 환경 기술 연구소의 교수로 재직 중이다.